# David Bou Aziz
David Bou Aziz est un auteur de bande dessinée français. Il est à la fois scénariste, dessinateur et coloriste. Il est également graphiste 3D.

## Biographie
Né d'une mère espagnole et d'un père d'origine algérienne, David Bou Aziz est un dessinateur et graphiste autodidacte issu du milieu du jeu vidéo. Il grandit en région parisienne et entreprend deux années d'études commerciales. Il travaille plusieurs années dans l'industrie du jeu vidéo comme graphiste 3D.
Afin de dégager du temps pour ses projets personnels, David Bou Aziz se met à son compte et continue à exercer l'activité de graphiste web. Il envoie ses premières œuvres à plusieurs maisons d'édition, sans succès. Il puise ensuite son inspiration auprès d'Arno pour réaliser en trois ans son premier album, L'Orgueil de Tortillas, paru aux éditions Carabas, album où il est tout à la fois scénariste, dessinateur et coloriste. Il fait ensuite de même pour la série Minotaure auprès des éditions Bac@BD. Par la suite, l'artiste s'installe à Meschers-sur-Gironde et participe à des animations pédagogiques en milieu scolaire.

## Publications
- L'Orgueil de Tortillas, T1 : La Tour d'El Dinssoum, éd. Carabas, 2006[4],[6],[7].
- Minotaure, T1 : Le Sceau des inutiles, éd. Bac@Bd, 2012[8],[9],[10]